# Preben Thomsen
Preben Thomsen (født 22. marts 1933, død 17. november 2006) var en dansk præst og forfatter, der i 1960'erne vakte opsigt med især dramatik til blandt andet Radioteatret.

## Biografi
Preben Thomsen var født i et indremissionsk præstehjem, og allerede som helt ung skrev han teaterstykket Picerna, som blev opført i Radioteateret. Det fik Poul Reumert til at hjælpe den unge dramatiker til et ophold på Yale University i USA, og da han kom hjem igen, havde han skrevet Atalja, der blev opført på Det Kongelige Teater i 1955. Han blev student 1952 fra Metropolitanskolen, læste teologi på Københavns Universitet, hvorfra han blev cand.theol. i 1960. I 1961 blev han gift med skuespilleren Ingeborg Brams, men ægteskabet holdt dog ikke så længe.
Omkring 1970, mens han var sognepræst i Ordrup Kirke, blev han gift med dommer Marianne Erritzøe og fik to sønner, Adam og David.
De følgende år fungerede Thomsen som præst ved forskellige kirker, blandt andet i Helsingør, Ordrup og Møgeltønder, inden han sluttede sin præstegerning ved Grundtvigs Kirke i København. Samtidig med dette fortsatte han med at skrive dramatik og digte, og hans skuespil blev opført flere steder, ikke mindst i Radioteateret. Desuden oversatte han udenlandske værker til dansk.

## Værker
Preben Thomsen skrev blandt andet følgende værker:
- Picerna (1953)
- Atalja (1955)
- Mørket og morgenen (1956)
- Maria og Magdalene (1958)
- Telse (1958)
- Maskerne (1959)
- Bogen (1965)
- Moderen. Eva taler til Maria i en drøm (1971 – digt)
- Syv mytiske digte (1974 – digte)
- Så dybt i mit ler... (1979 – digte og prædikener)